# Amolops nidorbellus
Espèce
Amolops nidorbellus est une espèce d'amphibiens de la famille des Ranidae.

## Répartition
Cette espèce est endémique du district de Kohima au Nagaland en Inde.

## Publication originale
- Biju, Mahony & Kamei, 2010 : Description of two new species of torrent frog, Amolops Cope (Anura: Ranidae) from a degrading forest in the northeast Indian state of Nagaland. Zootaxa, no 2408, p. 31-46.